# Конклав 1914 года
Папский Конклав 1914 года, проходивший с 31 августа по 3 сентября 1914 года, избрал Джакомо делла Кьеза преемником Пия X, умершего 20 августа, Папой римским. Делла Кьеза, бывший до того архиепископом Болоньи, принял имя Бенедикт XV.

## Политический контекст

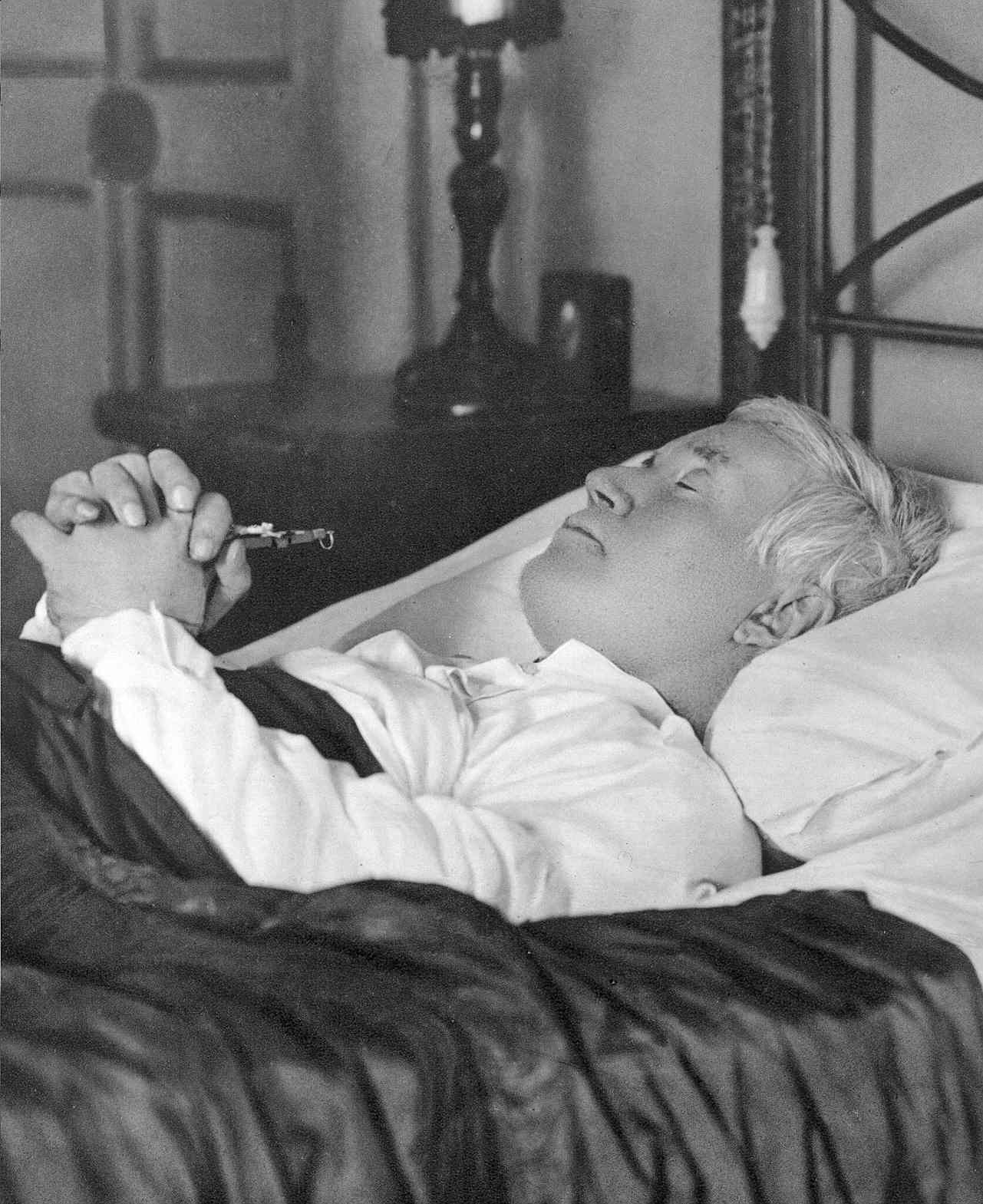
Пий X, недавно умерший, лежит в постели в своей комнате.

Европа уже находилась в состоянии войны, и перед новым Папой встал вопрос о сохранении нейтралитета или о принятии на себя морального лидерства. католические Бельгия и Франция подверглись нападению со стороны протестантской Германии, которую поддерживала католическая Австрия, а протестантское Соединённое королевство Великобритании и Ирландии (включая католическую Ирландию) и православная Россия встали на сторону Франции.
В конклаве приняли участие кардиналы из воюющих стран, в том числе Кароль Хёрниг из Австро-Венгрии, Луи Люсон из Франции, Феликс фон Хартманн из Германии и трое из Соединённого Королевства Великобритании и Ирландии, Фрэнсис Борн, Майкл Лог и Фрэнсис Эйдан Гаскей. Бельгийцу Дезире-Жозефу Мерсье требовалось разрешение императора Германии покинуть свою страну.
Несмотря на то, что некоторые кардиналы сочли невозможным прибыть вовремя в Рим для участия в предыдущих конклавах, пересмотренный свод правил, обнародованный Пием X в Vacante Sede Apostolica от 25 декабря 1904 года, требовал от кардиналов подождать всего десять дней после смерти Папы, прежде чем начать конклав. Из трёх кардиналов, приехавших из Соединённых Штатов Америки, Джеймс Гиббонс из Балтимора и Уильям О’Коннелл из Бостона не успели добраться до Рима вовремя для участия в конклаве, а также Луи-Назер Бежен из Квебека. Ещё пятеро были слишком больны или слишком немощны.

## Вето отменено
Папа Пий X издал две апостольские конституции по вопросу папских конклавов. Первая, Commissum Nobis от 20 января 1904 года, отменила любое право светского монарха на право вето на кандидата на выборах. Было установлено, что любой, кто попытается ввести вето на конклаве, подвергнется автоматическому отлучению от церкви. Впервые за столетия кардиналы не столкнулись с внешними ограничениями своей власти.

## Новый папа римский
На конклаве столкнулись кардиналы, представлявшие воюющие стороны. Пронемецкие кардиналы выставили кандидатуру кардинала Доменико Серафини, профранцузские и сторонники Антанты — кандидатуру кардинала Феррати. Италия выставила кандидатуру кардинала Маффи. В результате конклав, непосредственно созванный в Сикстинской Капелле 31 августа 1914 года, 3 сентября 1914 года, на десятой баллотировке, избрал папой римским кардинала Джакомо делла Кьеза, архиепископа Болоньи в Италии, который взял коронационное имя Бенедикт XV, в честь своего предшественника в XVIII веке — папы Бенедикта XIV.

## Голосование

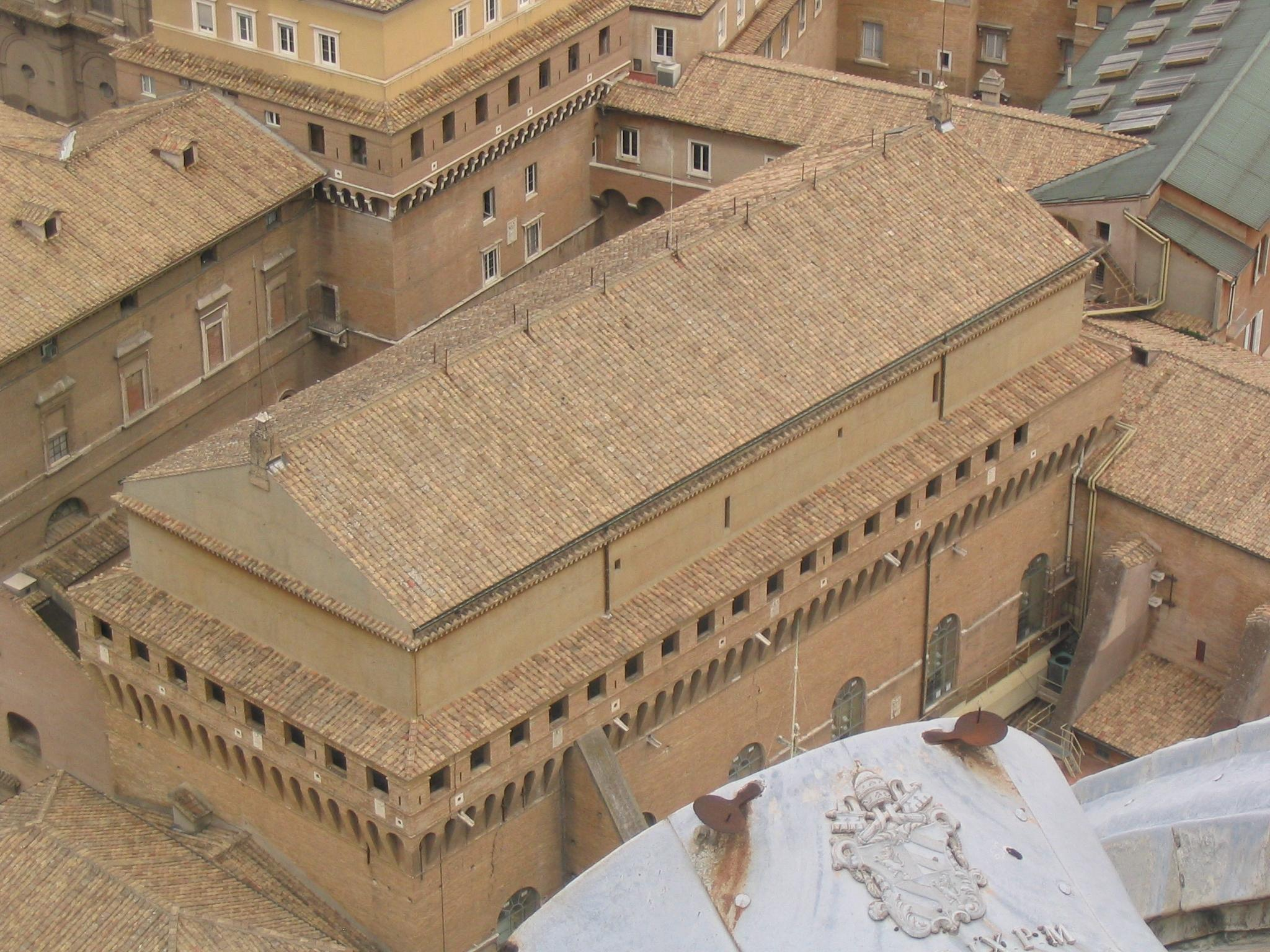
Сикстинская капелла, место проведения конклава 1914 года.

Сам конклав собрался в Сикстинской капелле 31 августа. С самого начала конклава было ясно, что возможных победителей может быть только трое. Доменико Серафини, бенедиктинец и асессор Священной канцелярии, заручился поддержкой Курии, чтобы продолжить антимодернистскую кампанию Пия X в качестве своего главного приоритета. Однако многие другие кардиналы, такие как Карло Феррари и Дезире Мерсье, считали, что нужен Папа с другими взглядами, и поддерживали архиепископа Пизы Пьетро Маффи, которого считали очень либеральным, но запятнанным своей близостью к Савойскому дому. Джакомо делла Кьеза, архиепископ Болоньи, занимал промежуточное положение между Маффи и Серафини, но на ранних голосованиях он сравнялся с Маффи и, похоже, получил некоторую поддержку со стороны консервативных фракций. Делла Кьеза вырвался вперед на пять голосов после четвертого тура, и как только стало ясно, что у Маффи нет никакой надежды набрать две трети голосов, Серафини стал противником Делла Кьезы. К 3 сентября 1914 года в десятом туре голосования все сторонники Маффи перешли на сторону Делла Кьезы, который был избран Папой. Он принял имя Бенедикт XV.
Сообщается, что Делла Кьеза был избран одним голосом. По действовавшим в то время правилам, избирательные бюллетени имели нумерацию на обратной стороне, чтобы, если выборы были решены всего одним голосом, можно было проверить, проголосовал ли избранный человек за себя, в этом случае выборы признавались недействительными. Согласно этому сообщению, кардинал Рафаэль Мерри дель Валь, который был государственным секретарём при Пии X, настоял на проверке бюллетеней, чтобы убедиться, что Делла Кьеза не голосовал за себя — он этого не сделал. Когда кардиналы выразили свое почтение новому Папе, Бенедикт якобы сказал Мерри дель Валь: «Камень, который отвергли строители, но который сделался главою угла». На что невозмутимый Мерри дель Валь ответил следующим стихом из 118-го псалма: «Это — от Господа, и есть дивно в очах наших».
Кардинал Мерри дель Валь не был повторно назначен государственным секретарём новым Папой, но был назначен секретарём Верховной Священной Конгрегации Священной Канцелярии (тогда главой этой Дикастерии был Папа, поскольку сами Папы сохранили за собой должность префекта Священной Конгрегации Священной Канцелярии, оставив её ежедневное управление секретарю).

## Статистика Конклава 1914
| Продолжительность       | 4 дня                   |
| Число баллотировок      | 10                      |
| Выборщики               | 65                      |
| ----------------------- | ----------------------- |
| Отсутствовали           | 8                       |
| Присутствовали          | 57                      |
| Африка                  | 0                       |
| Латинская Америка       | 1                       |
| Северная Америка        | 1                       |
| Азия                    | 0                       |
| Европа                  | 55                      |
| Океания                 | 0                       |
| Ближний Восток          | 0                       |
| Итальянцы               | 33                      |
| Использовалось ли Вето? | отменено                |
| СКОНЧАВШИЙСЯ ПАПА       | ПИЙ X (1903—1914)       |
| НОВЫЙ ПАПА              | БЕНЕДИКТ XV (1914—1922) |